# Rudolf Glickh
Rudolf Glickh (Viena, Àustria, 1864 - 1945) fou un compositor i organista austríac.
El seu pare era doctor en medicina i conseller municipal de Viena. Fou alumne del gimnàs musical de la capital vienesa, i després efectuà diverses gires artístiques. Més tard es dedicà a l'ensenyança musical i fou nomenat mestre de capella de la Wotwkiche de la mateixa ciutat.
Es distingí com a compositor i crític musical. Se li deuen un gran nombre de cants, cors i composicions per a violoncel, piano, etc., i d'obres de música religiosa. A més va compondre, l'opereta Buffalmaco i l'òpera còmica Meister Lukas. Col·labora en diverses revistes de música.
A més de posseir la condecoració Pro Ecclesi et Pont, era oficial de l'orde imperial otomana Meijidié i president de la Verein d. V er,kath, Chorrgent, i membre honorari de l'Associació musical vienesa.